# Moulins de Santana
 (juin 2024).
Pour les articles homonymes, voir Santana.
Les Moinhos de Santana sont deux moulins à vent (Moinho de Santana et Moinho Velho) situés dans le parc forestier de Monsanto, dans la freguesia de São Francisco Xavier, à Lisbonne.
Les Moinhos de Santana ont été construits, au milieu du XVIIIe siècle, dans la Serra de Monsanto, pour les religieuses dominicaines irlandaises du couvent Bom Sucesso. Actuellement, à Lisbonne, ce sont les seuls témoignages parfaitement conservés de l'importante activité meunière réalisée par des dizaines de moulins dans toute la partie ouest de la ville, responsables de l'approvisionnement en farine.
Les moulins ont été acquis par la Chambre en 1942 et restaurés entre 1964 et 1965 par l'Association portugaise des Amis des Moulins, en préservant la structure de base : tour circulaire et ailes à quatre voiles triangulaires.
Les moulins sont en cours de classement par l'IGESPAR depuis 1991.

## Autres moulins à proximité
- Moinhos do Casalinho da Ajuda, 1,2 km à l'est
- Moinhos do Bairro do Caramão, 450 m au nord